# Ozma de Oz
«Ozma de Oz», publicado originalmente en Estados Unidos el 30 de julio de 1907, es el tercer libro del autor Frank Baum dedicado a la Tierra de Oz. Este fue el primero en el que Baum mostró de manera evidente su propósito de escribir una serie de novelas ambientadas en su popular país de hadas. El siguiente libro de la saga, «Dorothy y el mago en Oz», fue publicado en 1908, solo un año más tarde.
En esta entrega de la serie, por primera vez, la mayor parte de las aventuras de los protagonistas tienen lugar fuera del Reino de Oz. Esta diferencia refleja un sutil cambio en el esquema general seguido por los anteriores libros de la saga, ya que el deseo de Dorothy de regresar a casa no es tan desesperado como en «El maravilloso mago de Oz».
El libro fue ilustrado completamente a color por el artista John R. Neill.